# Brazil R/S
Brazil r/s (Brazil Rendering System) — система рендеринга (визуализации изображения), разработанная компанией SplutterFish Llc. (США, Калифорния).
Создатели этого рендерера Steve Blackmon и Scott Kirvan длительное время работали в Blur Studio и разрабатывали плагины к 3ds Max (тогда ещё 3D Studio MAX). В частности, они являются авторами материала и карты Raytrace, материала Ink’n’Paint, системы расчёта глобального освещения Light Tracer, основанной на методе Монте-Карло, плагинов для экспорта/импорта изображений в формате HDRI (RGBE) и OpenEXR, и некоторых других плагинов, вошедших в 3ds Max.
В процессе работы над новой версией трассировщика лучей для 3ds Max, который должен был бы стать значительно более быстрым и обладать рядом новых функций, авторы столкнулись с большим количеством ограничений, накладываемых API 3ds Max, и приняли решение о написании полноценного рендера, тем не менее, работающего в качестве плагина к 3ds Max.
Первая бета версия рендера Brazil r/s появилась в конце 2000 года, под кодовым название Ghost Renderer (Призрак). Brazil r/s был быстро принят студией A-List, для использования в кинопроизводстве. Позже рендер получил всемирное распространение. Он используется рядом студий, среди которых Blur Studio, Animal Logic, Digital Dimension, The Orphanage и др.
Brazil r/s основной продукт SplutterFish, реализован как плагин к Autodesk, 3ds Max, Rhinoceros, Autodesk Maya, и как отдельный модуль standalone. На коммерческой основе в настоящее время доступна только версия для 3ds Max, в то время как Rhino 3D версия доступна в открытом бета тестирование через McNeel and Associates.
Brazil r/s — рейтрейсный рендер, в котором присутствует несколько алгоритмов просчёта глобального освещения Global Illumination: QMC и Photon Mapping.
Brazil r/s хорошо зарекомендовал себя среди архитекторов, дизайнеров и художников компьютерной графики, благодаря простоте настроек, стабильности и качественному, результату визуализации. Brazil r/s 1.x, в отличие от некоторых других рендеров, наиболее тесно интегрирован с 3ds Max — то, что возможно просчитать, используя стандартный рендерер 3ds Max, с тем же успехом просчитывается Brazil r/s.
Из недостатков можно отметить низкую скорость рендера первой версии относительно других систем рендеринга V-Ray, finalRender, что являлось в том числе и следствием отмеченной выше тесной интеграции с 3ds Max.
В конце 2007 года вышла в свет вторая версия Brazil r/s, в которой разработчики смогли значительно увеличить скорость рендеринга и добавили несколько важных элементов. Демоверсия под названием Brazil 2 Rio доступна на сайте разработчиков.
Brazil r/s использовался в производстве кинокартин: Звёздные войны. Эпизод III. Месть ситхов и Город Грехов.